# Szkoła rezydentów-radiowców w Niedersee
Szkoła rezydentów-radiowców Abwehry w Niedersee – niemiecki ośrodek wywiadowczy Abwehry podczas II wojny światowej
Została utworzona w listopadzie 1943 r. w Niedersee w Prusach Wschodnich. Podlegała sztabowi Walli. Naczelnikami szkoły byli por. von Freiberg i mjr Lechner. Szkoliła wywiadowców-radiowców, którzy mieli działać na bliskich tyłach Armii Czerwonej. Tworzyliby oni sieć wywiadowczą, przesyłającą informacje dla Niemców. Kursantów werbowano spośród sowieckich jeńców wojennych: Białorusinów i Ukraińców. Jednorazowo było szkolonych 50-70 rezydentów, wśród których były też kobiety. Okres szkoleniowy trwał do 3 miesięcy. Pod koniec wojny rezydenci po ukończeniu szkolenia byli przewożeni do miejsca docelowego przez specjalnych współpracowników szkoły. Przebywali tam do czasu opuszczenia danej miejscowości przez wojska niemieckie, po czym mieli rozpocząć  działalność radiowo-wywiadowczą. Każdy rezydent miał radiostację dalekiego zasięgu, dużą sumę rubli i fałszywe dokumenty. Ośrodek miał 2 filie: we wsi ok. 4 km od Niedersee, gdzie byli szkoleni Litwini i Łotysze oraz w Orzyszu, gdzie mieścił się obóz filtracyjny. Szkoła w maju 1944 r. została przeniesiona do Łasku, zaś w lipcu na Dolny Śląsk na zachód od Wrocławia. W październiku rozwiązano ją.